# Клочевое
Клочевое (укр. Клочеве) — село на Украине, основано в 1911 году, находится в Коростенской городской общине Житомирской области.
Код КОАТУУ — 1822382402. Население по переписи 2001 года составляет 190 человек. Почтовый индекс — 11506. Телефонный код — 4142. Занимает площадь 0,66 км².